# Syntus Overijssel
Syntus Overijssel was een merk voor het openbaar vervoer in de concessie Midden-Overijssel. Vervoersbedrijf Keolis exploiteerde tussen 29 augustus 2010 en 12 december 2020 het openbaar vervoer in de concessie onder deze naam. Dit gebied lag in Salland. Deze concessie was oorspronkelijk aan Syntus gegund tot en met 25 augustus 2018 en verlengd tot 12 december 2020.
Het gebied bestond uit de samengevoegde concessiegebieden Noordoost Overijssel & Zwolle en Salland. Het omvatte de stadsdienst Zwolle en Deventer en het streekvervoer in Midden-Overijssel.

## Huisstijl
Het wagenpark in de concessie Midden-Overijssel had een uniforme huisstijl die was ontworpen door de provincie Overijssel, de overheidsinstelling die de concessies aanbesteedt en de gelegenheid te baat neemt zo promotie te maken voor zichzelf als verantwoordelijke voor het regionaal openbaar vervoer. De bussen waren helemaal blauw, maar verschilden per bus qua uiterlijk. Op de zijkanten waren verschillende reizigersgroepen te zien. Op de achterkant waren gedichten te lezen.
De huisstijl werd ook toegepast bij de overige vormen van openbaar vervoer waar de provincie verantwoordelijk voor was in West-Overijssel, zoals de regiotaxi, de buurtbussen en OV Regio IJsselmond.

## Materieel
In totaal reden er 108 VDL Berkhof Ambassador 200 bussen en 12 Mercedes-Benz Sprinter buurtbussen. 52 Ambassadors hadden voorin een breder gangpad doordat deze bussen een enkele rij stoelen aan de rechterzijde hadden en waren bedoeld voor de stadsdiensten. De overige Ambassador bussen hadden voorin een dubbele rij stoelen aan beide zijden en waren bedoeld voor de streekdienst. In de praktijk werden de stads- en streekbussen door elkaar gebruikt. De concessie Midden Overijssel bevatte ook een zestal scholierenlijnen in de streekdienst, deze had Syntus uitbesteed aan touringcarbedrijven. Scholierenlijn 9 van de stadsdienst Zwolle werd in de ochtendspits versterkt door bussen van South West Tours.
Hieronder een overzicht van het materieel.
| Series      | Type                           | Aantal | Bouwjaar | Status                  | Inzet                            | Opmerkingen | Afbeelding |
| ----------- | ------------------------------ | ------ | -------- | ----------------------- | -------------------------------- | --- | ---------- |
| 401 - 403   | Renault Master                 | 3      | 2010     | Buiten dienst           | Buurtbus                         | |            |
| 451 - 456   | Renault Master                 | 6      | 2010     | Buiten dienst           | Buurtbus                         | De 453 heeft tijdelijk in Utrecht gereden. |            |
| 457         | Renault Master                 | 1      | 2011     | Buiten dienst           | Buurtbus                         | |            |
| 461         | Mercedes-Benz Sprinter         | 1      | 2005     | Buiten dienst           | Schoolbus/buurtbus               | Ex-112 |            |
| 826 - 835   | Mercedes-Benz Sprinter         | 10     | 2015     | Buiten dienst           | Buurtbus                         | |            |
| 836 - 838   | Mercedes-Benz Sprinter         | 3      | 2017     | Buiten dienst           | Buurtbus                         | |            |
| 4001 - 4052 | VDL Berkhof Ambassador ALE-120 | 52     | 2010     | Buiten dienst           | Stadsdiensten Deventer en Zwolle | Bus 4051 is op 21 september 2012 uitgebrand. Bussen 4050 en 4052 reden voor Syntus Gelderland. Bus 4049 reed voor Syntus Twente.                                                                                      |            |
| 4101 - 4154 | VDL Berkhof Ambassador ALE-120 | 54     | 2010     | Buiten dienst           | Stads- en streekdienst           | De 4142 - 4146 rijden in Gelderland. Bussen 4147 - 4150 zijn hernummerd naar 3247 - 3250 en doen dienst bij Syntus Twente. Bussen 4151 - 4154 zijn hernummerd naar 5153 - 5156 en deden dienst bij Syntus Gelderland. |            |
| 4155 - 4156 | VDL Berkhof Ambassador 200     | 2      | 2012     | Verhuisd naar Twente    | Stads- en streekdienst           | Kwamen in dienst ter vervanging van de 4198 en 4199. Zijn verhuisd naar concessie Twente en doen dienst bij Syntus Twente onder nummers 3255 - 3256.                                                                  |            |
| 4160        | Mercedes-Benz CapaCity         | 1      | 2015     | Buiten dienst           | Stadsdienst Zwolle               | Ex Connexxion 1104 Tijdelijke (proef)bus ten behoeve van lijn 9 tot de instroom van acht nieuwe bussen. |            |
| 4198        | VDL Citea                      | 1      | 2009     | Buiten dienst           | Stadsdienst Zwolle               | Demo van VDL Ex-Veolia Transport 121 |            |
| 4199        | VDL Citea                      | 1      | 2007     | Export                  | Stadsdienst Zwolle               | Demo van VDL Voorheen GVB 009, daarvoor Arriva 562 |            |
| 4201 - 4208 | Mercedes-Benz CapaCity         | 8      | 2017     | Buiten dienst           | Lijnen van/naar Deltion College  | |            |
| 4301 - 4303 | Mercedes-Benz Citaro G         | 3      | 2003     | Buiten dienst           | Stadsdienst Zwolle               | Ex-Connexxion 9120, 9129, 9154. |            |
| 5249        | MAN Lion's City G CNG          | 1      | 2008     | Verhuisd naar de Veluwe | Stads- en streekdienst           | |            |
| 9401-9404   | Van Hool AG300                 | 4      | 2002     | Buiten dienst           | Lijn 9 in Zwolle                 | Reden bij South West Tours |            |

## Trein
In september 2015 kreeg Syntus de concessie voor de spoorlijnen Zwolle - Kampen en Zwolle - Enschede definitief. Deze concessie ging op 10 december 2017 in na de elektrificatie van deze spoorlijnen. Syntus rijdt hier onder de naam Keolis Nederland met de Blauwnet huisstijl. Het materieel dat Syntus/Keolis in gaat zetten is de FLIRT3.